# Podpůrný a garanční rolnický a lesnický fond
Podpůrný a garanční rolnický a lesnický fond (PGRLF) je právnickou osobou se sídlem v Praze. Soustřeďuje se na poskytování garancí a dotací části úroku z úvěru v českém zemědělství. PGRLF také finančně podporuje pojištění hospodářských zvířat a plodin, pojištění produkce školek s produkcí sadebního materiálu lesních dřevin a pojištění lesních porostů.
Z hlediska právní formy je PGRLF akciovou společností, ve které 100 % akcií vlastní Česká republika. Práva jediného akcionáře zajišťuje Ministerstvo zemědělství.
Dceřinou firmou PGRLF je společnost Výstaviště České Budějovice a. s.

## Historie PGRLF
Fond vznikl v roce 1993 na základě usnesení vlády České republiky č. 337 ze dne 23. června 1993. Od 1. ledna 2000 se PGRLF personálně i organizačně oddělil od Ministerstva zemědělství. Činnost společnosti začala být zajišťována vlastním aparátem pracovníků. Od 12.2.2008 se PGRLF řídí zákonem č. 252/1997 Sb., o zemědělství. 
Fond sehrál v roce 2009 neblahou roli při prodeji státního podílu akcií firmy Setuza společnosti Český olej, za který byl později odsouzen Tomáš Pitr. Podle soudu Pitr s pomocí kompliců vyvedli akcie firem ze společnosti Agrocredit a způsobili škodu přesahující 700 milionů korun.
Amnestií Václava Klause byl Tomáš Pitr omilostněn.
V letech 2015 až 2018 byl předsedou představenstva Zdeněk Nekula, který se v roce 2022 stal ministrem zemědělství.

## Řízení a činnost PGRLF
Orgány PGRLF jsou:
- Představenstvo – statutární orgán fondu, má čtyři členy.
- Dozorčí rada – kontrolní orgán fondu, má pět členů
- Výbor pro audit – kontrolní orgán fondu

V roce 2022 zahrnuje nabídka podpory ze strany PGRLF třináct programů určených pro zemědělské prvovýrobce, zpracovatele zemědělské produkce a podnikatele v oblasti zpracování dřeva a lesního hospodářství. Vedle primárních podpor ve formě subvence částí úroků z komerčních úvěrů je poskytována přímá podpora pojištění či nákupu zemědělské půdy, podpora ve formě úvěrů poskytnutých PGRLF a podpora ve formě zajištění úvěrů. Administraci žádostí v rámci jednotlivých programů PGRLF na základě smlouvy z roku 2014 částečně vykonává Státní zemědělský intervenční fond.